# کارتن پلاست

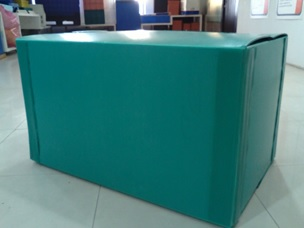
نمونه کارتن پلاست

ورق کارتن پلاست ورقی است به شکل کارتن که به‌صورت اکستروژن و از جنس پلاستیک (پلی پروپیلن) می‌باشد.
کارتن پلاست شامل دو ورقه مسطح خارجی است که توسط صفحات باریک عمودی به صورت موازی به یکدیگر متصل می‌شوند.
نام لاتین آن کروگیت پلاستیک شیت می‌باشد.
نسبت به ورق کارتن ضریب مقاومت بالاتری در برابر ضربه و عوامل فیزیکی دارد.
ورق کارتن پلاست مانند ورق‌های کارتن‌های مقوایی دایکات می‌شود و عملیات چاپ به ۲ روش دیجیتال و سیلک اسکرین بر روی آن انجام می‌پذیرد.
از دیگر ویژگی‌های ورق کارتن پلاست ضریب مقاومت بالا در برابر عوامل فیزیکی و شیمیایی است.

## ویژگی‌هایکارتن پلاست
- در برابر ضربات احتمالی مقاومت دارد.
- در مقابل تغییر شکل مقاوم است.
- محدودهٔ وسیعی از تغییرات دما را تحمل می‌کند. (۱۵- تا ۶۰ درجه ساتنی گراد)
- سبک است.
- انعطاف‌پذیر است.
- قابل شستشو است.
- در تولید آن از مواد اولیهٔ غیرسمی استفاده شده‌ است.
- بدون بو است.
- در برابر رطوبت پایداری دارد.
- به‌راحتی می‌توان روی آن عملیات چاپ انجام داد.
- قابلیت اتصال با مفتول (منگنه)، چسب و جوش حرارتی دارد.
- عایق حرارتی و الکتریکی است.
- قابل بازیافت و استفاده مجدد است.
- مورد قبول و تایید سازمان نظارت غذا و دارو ایالت متحده آمریکا

مزایای کلی:
وزن کم، مقاومت فیزیکی بالا، ساختار توخالی، ضد آب و قابل شستشو
قابل بازیافت و دوستدار طبیعت
انواع خاص:
ضد آفتاب (یووی): افزایش عمر در برابر نور خورشید
نسوز (آنتی فایر): افزایش زمان فرار در برابر آتش (نسوز مطلق نیست)
ضد بارهای الکتریکی (آنتی استاتیک): جلوگیری از جذب گرد و غبار، خطر انفجار و آسیب به قطعات الکترونیکی
ضد میکروب و قارچ (نانوپلاست): حفظ بهداشت در بسته‌بندی مواد غذایی و پزشکی
قابلیت دایکات (Die cutting): انعطاف‌پذیری و عدم شکستگی در برابر فشار و تغییر شکل
عدم انتقال انرژی (insulation): عایق حرارتی مناسب (ضخامت بیشتر، عایق بهتر)
کاربردها:
بسته‌بندی محصولات
ساخت و ساز
صنایع مختلف (خودروسازی، کشاورزی، ...)
نکته:
عنوان "نسوز" به معنای عدم سوختگی در برابر آتش نیست، فقط زمان فرار را افزایش می‌دهد.
هدف متن:
معرفی انواع کارتن پلاست و مزایای هر نوع
مخاطب:
افراد interested in استفاده از کارتن پلاست